# 빌라산타루차델리아브루치
빌라산타루차델리아브루치(이탈리아어: Villa Santa Lucia degli Abruzzi)는 이탈리아 아브루초주 라퀼라도에 있는 코무네이다. 그란사소-몬티델라라가 국립공원(Parco nazionale del Gran Sasso e Monti della Laga)에 위치한다.

## 자매 도시
- 캐나다 포트콜번